# Eleocharis pseudoalbibracteata
Eleocharis pseudoalbibracteata är en halvgräsart som beskrevs av Maria del Socorro González Elizondo och Encarnación Rosa Guaglianone. Eleocharis pseudoalbibracteata ingår i släktet småsäv, och familjen halvgräs. Inga underarter finns listade i Catalogue of Life.